# Taktikon dell'Escorial
Il Taktikon dell'Escorial o dell'Escurial noto anche come Taktikon Oikonomides da Nicolaos Oikonomides, bizantinista che ne ha curato la pubblicazione per la prima volta, è una lista di cariche e titoli dell'Impero bizantino, scritta negli anni 970 (971–975 o 975–979). La lista contiene, fra le altre voci, i comandanti (strategoi) delle frontiere orientali dell'Impero bizantino durante le guerre arabo-bizantine, oltre ad una serie di incarichi pubblici.
Il nome dato a questo taktikon deriva dal fatto che il suo scopritore, il già citato Oikonomides, lo rinvenne nel 1961 all'interno di un manoscritto custodito presso la biblioteca del monastero spagnolo dell'Escorial.